# Червената костенурка
„Червената костенурка“ (на френски: La Tortue rouge) е анимационен филм от 2016 година, фентъзи драма на режисьора Михаел Дюдок де Вит по негов сценарий в съавторство с Паскал Феран, съвместна продукция на компании от Франция, Германия, Япония и Белгия.
В центъра на сюжета е корабокрушенец на необитаем остров, чиито опити да го напусне са предотвратени от гигантска костенурка, който по-късно се превръща в жена и остава с него до края на живота му.
„Червената костенурка“ е номиниран за „Оскар“, „Сезар“ и Европейска филмова награда за най-добър анимационен филм.